# トロツコ
『トロツコ』（新仮名: トロッコ）は、芥川龍之介の短編小説（掌編小説）。『大観』（実業之日本社）1922年（大正11年）3月号に発表された。幼い少年が大人の世界を垣間見る体験を綴った物語で、一部の中学校の教科書などにも採用されている。
2009年、本作をモチーフにした映画『トロッコ』が公開された。

## あらすじ
大正時代、小田原・熱海間に、軽便鉄道敷設の工事が始まった。
沿線に住む8歳の良平は、工事現場で使う土砂運搬用のトロッコに、非常にひきつけられた。夜中に現場に忍びこんでトロッコを勝手に動かし、怒鳴られて逃げだしたりもした。ある日彼は、トロッコを押している土工に頼みこみ、一緒にトロッコを押させてもらえることになった。
良平は最初は有頂天だが、だんだん村から遠くに行くにつれ、帰りが不安になる。夕暮れになり、土工に「おれたちは向う泊りだ、もう遅くなったから、われは帰んな」と無造作にいわれて、良平はあっけにとられた。一瞬で、もう暗くなるのに、今までトロッコに乗ってきた遠い道を、今からたった一人、徒歩で帰らなければならない事がわかったのである。
泣きそうになるが、そんな場合ではないと思いかえし、彼は線路を走りだした。夕闇のなか「命さえ助かれば」と思いながら、草履も羽織もふり捨て、死にもの狂いで暗い坂道を駆けとおし、家に駆け入ったとたん、良平は泣き出してしまった。
良平はいまは大人になり、東京に出てきて、出版社の校正係として働いている。しかし彼は全然何の理由もないのに、この時の体験を思い出すことがある。生活に疲れた良平の前には、今でも薄暗い藪や坂のある路が一筋、細々と断続しているのであった。

## 解説
瀧井孝作によると、本作は、湯河原出身のジャーナリスト（雑誌記者）力石平三が、幼年時代に熱海軽便鉄道が人車鉄道から軽便鉄道への切り替えを行っている工事を見物したときの回想を記した手記を、芥川が潤色したものである。力石は当時、金星堂の校正係をつとめており、「百合」や「一塊の土」の題材をも芥川に提供したという。
吉田精一は、事実に基づく話であるが故に、最後の数行はフィクションや落ちではない、作品のテーマが描かれているといい、暮れかかる線路を一心不乱に走り続けた幼時の記憶が、そのまま雑誌の校正という、末の見込みさえ覚束ない仕事の中によみがっていると評している。文章は簡潔であり、とりわけ、工夫の無造作な最後の一言を聞くことによる主人公の心理の変転が見事であり、まさかこういうことはないだろうという主人公のひとり合点が、深みにはまってゆき、気がついた時には引き返せないものになっているという実人生の象徴が現れていると述べている。
三島由紀夫は、芥川の作の中で、日本独特の作文的な短篇であり、「トロッコといふ物象にまつはる記憶を描いて、それを徐々に人生の象徴へもつてゆき、最後に現在の心境に假託させる」という型の作として、もっとも佳良なものの一つであるとして評価している。芥川龍之介は私小説の現実性に捕らわれず、それを一つの型として意識的に採択した小説家であり、ジャンルとしての一つの型を意識せずには作品の質をあげることができなかった小説家であったと述べ、この作品の長所として、途中でトロッコがなにを象徴しているのか見通しがついてしまうにもかかわらず、そのトロッコの行方についてどこまでも不可測な感じがつきまとっており、遠くまで行った後で、突き放されて無理矢理帰らされるところに、作者の計算があり、志賀直哉の短篇とは異なる人工性がある、と評している。
三好行雄は、主人公と芥川の距離がないことをあげ、少年のせつなさは芥川の追憶でもあり、芥川も息を切らして駆けており、終章で遠い思い出に二重写しされた娑婆の苦労の哀感は、芥川自身の肉声を聞くような感傷を受けると述べており、のちに芥川の描く保吉物の先蹤であり、それよりもはるかに優れていると述べている。